# Арали
Арали (груз. არალი) — село в Грузии, на территории Адигенского муниципалитета края (мхаре) Самцхе-Джавахети.

## География
Село находится в южной части Грузии, на правом берегу реки Кваблиани, на расстоянии 9 километров (по прямой) к юго-востоку от посёлка городского типа Адигени, административного центра муниципалитета. Абсолютная высота — 1118 метров над уровнем моря.

## Население
По результатам официальной переписи населения 2014 года, в Арали проживало 1324 человека (665 мужчин и 659 женщин). В национальной структуре населения грузины составляли 99,5 %, поляки — 0,2 %, армяне — 0,15 %.
| Год  | Население, человек |
| ---- | ------------------ |
| 2002 | 1850               |
| 2014 | ↘ 1324             |